# Escola de Notre-Dame
Escola de Notre-Dame és com es coneix en la història de la música el grup de compositors de música polifònica que van treballar al voltant de la catedral de Notre-Dame de París des del 1163 fins a mitjan segle xiii, coincidint aproximandament amb l'època de construcció d'aquesta catedral.
De tots els compositors que hi van treballar només han arribat fins a nosaltres el nom de Léonin i Pérotin, gràcies al fet que tots dos van ser esmentats per un estudiant anònim anglès, conegut com a Anonymous IV, que va estar treballant o estudiant a Notre Dame a finals del segle xiii. Aquest personatge anònim qualifica Léonin com a optimus organista, o sigui, gran compositor d'organum i Pérotin com a optimus discantor, valorant així les seves clàusules de discantus.. Aquesta mateixa font anònima afirma que Léonin va escriure el Magnus liber organi de graduali et antiphonario pro servitio divino, o sigui el «Gran llibre d'organum pel gradual i l'antifonari per a celebrar l'ofici diví», i que Pérotin es va cuidar de l'edició i ampliació d'aquest llibre.
Les formes pròpies de l'època de l'escola de Notre-Dame eren l'organum, el motet i el conductus.